# 库塔干渠
库塔干渠是中华人民共和国新疆维吾尔自治区巴音郭楞蒙古自治州境内的一项大型引水工程，干渠引孔雀河水向库尔勒市、尉犁县及塔里木河下游输送生态用水。库塔干渠由总干渠和东、西干渠组成：
- 总干渠：起自库尔勒市区北部的孔雀河第一分水枢纽，向南经过市区至希尼尔水库，全长17.8千米，设计流量35立方米每秒。干渠经过市区的河段经治理后已成为库尔勒市的景观生态河道，被称为杜鹃河。
- 西干渠：起自希尼尔水库，向西至库尔勒机场以南折向南流，灌溉库尔勒、尉犁约2.67万公顷农田，尾水流回孔雀河。西干渠全长38千米，设计流量15立方米每秒。
- 东干渠：东干渠上段起自希尼尔水库，向东南至孔雀河第五分水枢纽（阿恰龙口），长42.5千米，设计流量30立方米每秒；下端起自第五分水枢纽，向东南至塔里木河左岸的恰拉水库，全长29.2千米。东干渠承担着向阿克苏甫灌区供水和向塔里木河下游生态输水的任务。